# Arrested Development (grupo)
Arrested Development é um grupo de hip hop norte-americano fundado por Speech e Headliner em 1988. No Brasil, as canções mais conhecidas são People Everyday e Mr. Wendal.

## Discografia

### Álbuns
| Ano  | Detalhes                                                          | Peak chart positions | Peak chart positions | Peak chart positions | Certificações                  |
| Ano  | Detalhes                                                          | UK Singles Chart     | US Billboard 200     | US R&B               | Certificações                  |
| ---- | ----------------------------------------------------------------- | -------------------- | -------------------- | -------------------- | ------------------------------ |
| 1992 | 3 Years, 5 Months & 2 Days in the Life Of… - Gravadora: Chrysalis | 3                    | 7                    | 3                    | - US: 4× Platina - UK: Platina |
| 1993 | Unplugged - Gravadora: Chrysalis                                  | 40                   | 60                   | 38                   | - US: Ouro                     |
| 1994 | Zingalamaduni - Gravadora: Chrysalis                              | 16                   | 55                   | 20                   | - UK: Prata                    |
| 2000 | Da Feelin' EP - Gravadora: EMI                                    | -                    | -                    | -                    |                                |
| 2002 | Heroes of the Harvest - Gravadora: Vagabond Productions           | -                    | -                    | -                    |                                |
| 2003 | Extended Revolution - Gravadora: Stateside Records                | -                    | -                    | -                    |                                |
| 2004 | Among The Trees - Gravadora: Vagabond Productions                 | -                    | -                    | -                    |                                |
| 2006 | Since The Last Time - Gravadora: Vagabond Productions             | -                    | -                    | -                    |                                |
| 2010 | Strong - Gravadora: Cutting Edge                                  | -                    | -                    | -                    |                                |

### Singles
- 1992: "Tennessee" - US Pop #6, US R&B #1, US Rap #1, UK #46
- 1992: "People Everyday" - US Pop #8, US R&B #2, US Rap #1, UK #2
- 1992: "Mr. Wendal" - US Pop #6, US R&B #6, UK #4
- 1992: "Raining Revolution" - US R&B #49
- 1992: "Revolution" - US Pop #90, US Rap #20
- 1993: "Natural" - US R&B #90
- 1993: "Mama's Always On Stage"[11]
- 1994: "United Front" - US R&B #66, US Rap #49
- 1994: "Ease My Mind" - US Pop #45, US R&B #14, US Rap #4, UK #33
- 1994: "Africa's Inside Me"[11]
- 2000: "If Dey Ask"[12]
- 2000: "Hit The Road Jack"[13]
- 2004: "Honeymoon Day"[11]
- 2006: "Down & Dirty (Clap Your Hands)"[11]
- 2006: "Miracles"[14]
- 2010: "The World Is Changing" - Japan Pop #9
- 2011: "Living"[15][16]